# 郑重远
郑重远（1914年—1983年），原名郑得庆，男，甘肃金城人，中华人民共和国政治人物，曾任玉门油矿党委副书记、副局长，甘肃省政协副主席。